# Valeri Salov
Valeri ou Valery Borissovitch Salov (en russe : Валерий Борисович Салов) né le 26 mai 1964 à Wrocław en Pologne, est un grand maître russe du jeu d'échecs, champion d'Europe junior en 1984, qui a terminé premier ex æquo du championnat d'URSS 1987 et participé au tournoi des candidats en 1988 (éliminé en huitième de finale) et 1995 (éliminé en demi-finale). Salov s'est retiré des compétitions échiquéennes en 2000.

## Biographie et carrière

### Champion du monde cadet (1980) et champion d'Europe junior (1984)
Salov fut champion du monde des moins de seize ans en 1980 et champion d'Europe junior en 1983-1984.

### Grand maître international (1986)
Salov a obtenu le titre de maître international en 1984 et le titre de grand maître international en 1986.

### Tournois internationaux
Salov remporta les tournois de Borzomi 1984, Nikea 1985, Szirak (tournoi interzonal) 1987, le tournoi de Wijk aan Zee en 1992 et 1997, le tournoi d'échecs de Tilburg en 1994.
En 1991, Salov finit premier, ex æquo avec Nigel Short, du mémorial Max Euwe, devant les champions du monde Garry Kasparov et Anatoli Karpov.
En octobre 1994 à Buenos Aires il remporte le tournoi thématique organisé en hommage à Lev Polougaïevski dont l'ouverture imposée était la défense sicilienne. En 1997, il remporta le tournoi de Saint-Pétersbourg.

### Championnats d'URSS
Il finit 1er ex æquo avec Aleksandr Beliavski au championnat d'échecs d'URSS en 1987 mais est défait au match de départage (+0 =2 -2), terminant avec la médaille de bronze. Au championnat 1988, il finit 3e ex æquo avec Arthur Youssoupov et derrière Anatoli Karpov et Garry Kasparov.

### Candidat au championnat du monde
Salov s'est qualifié à deux reprises pour le tournoi des candidats pour le championnat du monde d'échecs. En 1988, après sa victoire au tournoi interzonal de Szirak 1987, il atteint les huitièmes de finale, mais est éliminé par Jan Timman (+0 =5 -1).
Il réalise son meilleur résultat au championnat du monde FIDE 1996. Il se qualifie pour le tournoi des candidats et gagne ses deux premiers matchs contre Aleksandr Khalifman et Jan Timman et atteint les demi-finales. Il est alors éliminé par Gata Kamsky.
Lors du championnat du monde FIDE 1997-1998, il fut éliminé au deuxième tour par Vladislav Tkachiev.
Lors du championnat du monde FIDE 1999
, il fut éliminé au deuxième tour  par Gilberto Milos.

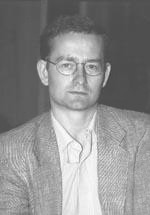
Valeri Salov en 2004

Salov a cessé de jouer en tournoi en 2002.

### Classement  Elo
Son meilleur classement Elo a été de 2715 en janvier 1995, il était alors le 3e joueur mondial, ex æquo avec Viswanathan Anand et Vladimir Kramnik.

### Une partie
Salov-Hübner, Barcelone, 1989,
1. Cf3 d5 2. c4 d4 3. g3 Cc6 4. Fg2 e5 5. d3 Fe7 6. 0-0 Cf6 7. b4! e4 8. dxe4 Fxb4 9. Fb2 Fc5 10. Cbd2 De7 11. Cb3 Cxe4 12. Cfxd4 Cxd4 13. Cxc5 Cxc5 14. Dxd4 Ce6 15. De3 0-0 16. Tfd1 Te8 17. Tab1 c6 18. Fa3 Dc7 19. Fd6 Da5 20. Tb2 Da4 21. Db3 Dxb3 22. Txb3 f6 23. f4 Cd8 24. Fc7 Ce6 25. Fd6 Cd8 26. Rf2 Fe6 27. Td4 Tc8 28. Ta3 c5 29. Te4! f5 30. Txe6! Txe6 31. Fd5 a6 32. Tb3 Rf7 33. e4 Rg6 34. Fxe6 Cxe6 35. g4!! fxe4 36. f5 Rf6 37. fxe6 b5 38. cxb5 Rxe6 39. Ff4 c4 40. Tb1 axb5 41. Txb5 Ta8 42. Te5+ Rf6 43. Tc5 Txa2+ 44. Re3 Tg2 45. Fg3 1-0.